# Vejšnorie
Vejšnorie (bělorusky Вейшнорыя, rusky Вейшнория) je fiktivní stát vymyšlený pro účely společného vojenského cvičení Ruska a Běloruska nazvaného Západ 2017.

## Vznik
Vejšnorie vznikla jako uměle vytvořený fiktivní nepřítel Svazového státu. Společně s Vesbarií a Lubenií země vyhlásila válku Bělorusku. Název byl odvozen z baltského jména Vejšnor (litevsky Vaišnoras).

## Umístění
Vejšnorie je umístěna na severozápadě Běloruska. Na západě sousedí s Vesbarií a Lubenií, dalšími fiktivními národy, které jsou s Vejšnorií v alianci. V realistickém scénáři by země na západě sousedila s Polskem, Litvou a Lotyšskem, na jejichž byly fiktivní země umístěny. Země byla umístěna především v oblastech, kde měl v roce 1994 velkou podporu Zjanon Pazňjak, odpůrce současného dlouholetého prezidenta Alexandra Lukašenka.

## Symboly

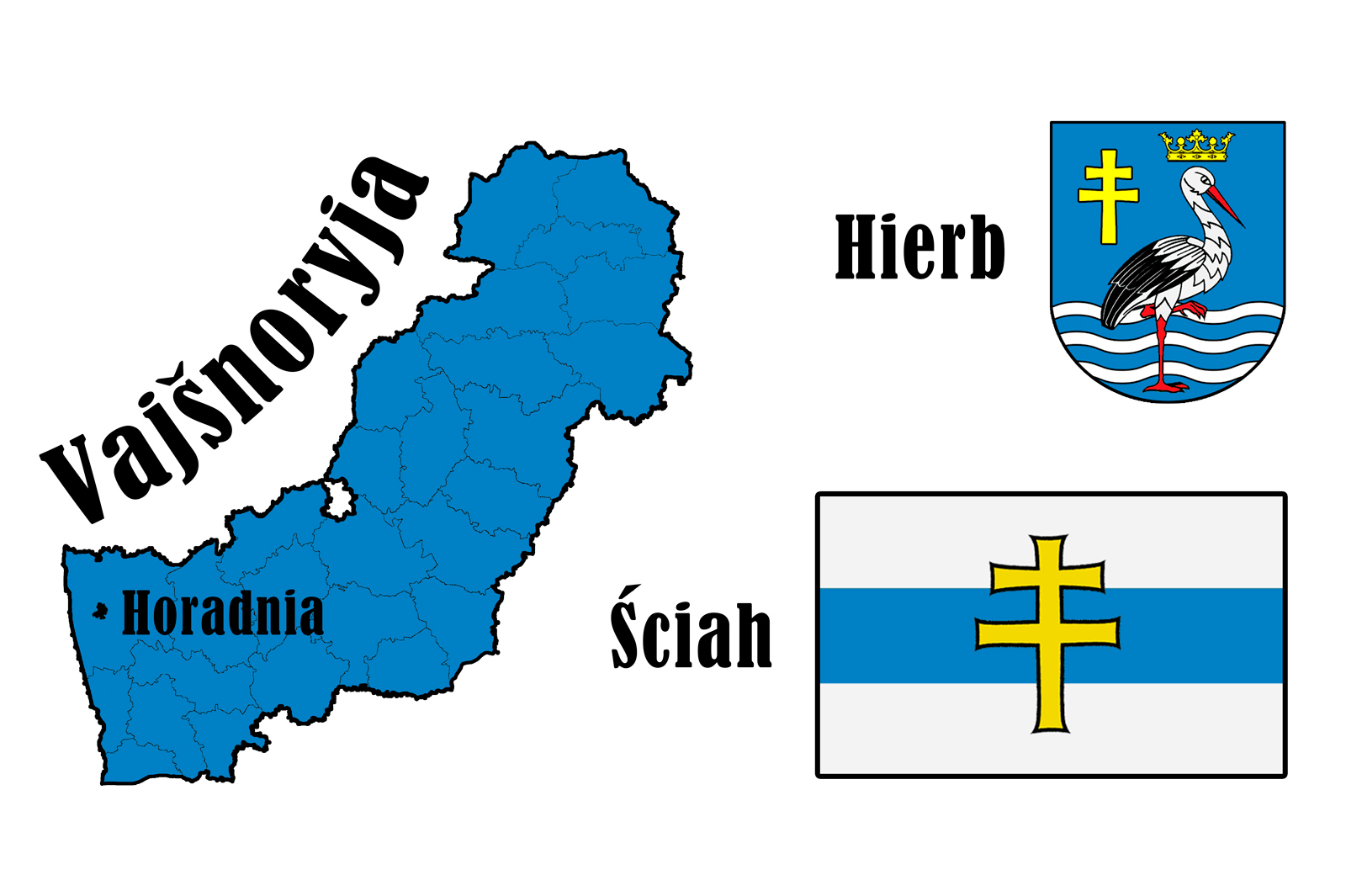
Symboly

Vlajka se skládá z bílého, modrého a bílého pruhu. Ve středu vlajky je umístěn zlatý dvojramenný kříž, který byl často používán jako symbol Běloruska či Litvy na tradiční Pahoně. Na znaku je umístěn čáp s korunou nad hlavou a s bílými vlnami symbolizujícími řeku v pozadí. V levém horním rohu je opět umístěn dvojramenný kříž.

## Obyvatelé
Vejšnorie se stala po "vzniku" populární na internetu. Více než 10 000 lidí na internetu projevilo zájem o občanství. Mezi nimi je také gymnastka Olga Korbutová nebo zesnulý bývalý izraelský prezident Šimon Peres, který se narodil ve Višnevě na sever od Minsku.